# Kupfertaube
Die Kupfertaube (Columba punicea), auch Rote Waldtaube oder Purpurwaldtaube genannt, ist eine Art der Taubenvögel. Sie kommt ausschließlich in Südostasien vor. Zu Beginn des 20. Jahrhunderts war diese Art noch häufig. Mittlerweile wird die Art von der IUCN als gefährdet eingestuft. Die Population wird auf nur noch 2.500 bis 10.000 Individuen geschätzt.

## Erscheinungsbild
Die Kupfertaube erreicht eine Körperlänge von 33,5 Zentimetern. Sie entspricht damit in etwa der Größe einer Stadttaube. Verglichen mit dieser sind die Flügel der Kupfertaube allerdings kürzer, der Schwanz ist länger. Der Vorderkopf ist auffallend flach. Ein Geschlechtsdimorphismus besteht. Bei Weibchen ist die Kopfkappe dunkler.
Das Gefieder der Kupfertaube ist überwiegend kupferbraun bis purpurbraun. Abweichend davon sind Kopf und Hals silbergrau. Die Stirn, der Scheitel und der Nacken sind grauweiß bis schiefergrau. Die Handschwingen und die größeren Flügeldeckfedern sowie der Schwanz sind schwarz. Die Unterschwanzdecken sind dunkelgrau. Der Schnabel ist an der Basis purpurfarben und hellt zur Spitze hin hellgrau auf. Die Iris ist orange. Die Füße sind rot.

## Verbreitungsgebiet und Lebensraum
Das Verbreitungsgebiet der Kupfertaube ist sehr disjunkt. Sie kommt in Ostindien, Bangladesch, Burma, Teilen Thailands und im Süden von Tibet sowie in Hainan vor. Die Art wurde außerdem in Laos und in Vietnam beobachtet. Sie ist in ihrem gesamten Verbreitungsgebiet eine seltene Art. Als Ursache des Bestandsrückgangs gilt der Verlust an geeigneten Habitaten. Nur noch in Vietnam scheint sie in größerer Zahl vorzukommen.
Die Kupfertaube ist ein Flachlandbewohner, der immergrüne Wälder benötigt. Sie besiedelt auch Mangroven, Sekundärwald und waldbestandene Flussläufe. Die Art scheint damit zunächst sehr anpassungsfähig zu sein. Der starke Bestandsrückgang der Art lässt jedoch darauf schließen, dass sie spezifische Lebensraumansprüche hat. Rodungen und auch geringfügiger Holzeinschlag sowie die Umwandlung von Wald in Agrarflächen führen überall zu Bestandsrückgängen. Sie wird möglicherweise auch in geringem Umfang bejagt.

## Lebensweise
Die Kupfertaube wird überwiegend einzeln oder in Paaren beobachtet. Es handelt sich um eine überwiegend baumbewohnende Art. Ihr Nahrungsspektrum umfasst Früchte, Sämereien und Beeren. Sie frisst sehr häufig wilde Feigen und wurde dabei beobachtet, dass sie Bambussamen frisst. Sie sucht ihre Nahrung überwiegend im Baumgeäst, kommt jedoch auch gelegentlich zur Nahrungssuche auf den Boden. Auf Kulturland frisst sie Reis und andere Sämereien. 
Das Gelege besteht aus einem Ei. Bei in menschlicher Obhut gehaltenen Kupfertauben wurde eine Brutzeit von 17 Tagen und eine Nestlingszeit von 22 Tagen festgestellt.

## Haltung in menschlicher Obhut
Kupfertauben wurden erstmals 1945 nach Frankreich importiert. Eine größere Anzahl von Kupfertauben gelangte jedoch erst 1995 nach Europa. Mit diesen Tauben wurde noch im selben Jahr gezüchtet.

## Belege

### Weblink
- Columba punicea in der Roten Liste gefährdeter Arten der IUCN 2013.1. Eingestellt von: BirdLife International, 2012. Abgerufen am 30. Oktober 2013.